# Folylpolyglutamat-Synthetase
Die Folylpolyglutamat-Synthase (FPGS) ist ein Enzym, das ATP-abhängig L-Glutamat-Reste an reduzierte Folsäure-Derivate ligiert.
Nur als Polyglutamat können diese Stoffe in der Zelle (im Zytosol und Mitochondrium) gespeichert werden, und nur in dieser Form nehmen sie als Kofaktor an mehreren wichtigen Stoffwechsel-Reaktionen teil. Die optimale Anzahl, bei der die Kofaktoren die effektivsten Reaktionspartner sind, sind beim Menschen sechs Glutamat-Moleküle. FPGS ist Bestandteil fast aller Lebewesen.
Als Substrat werden von FPGS ebenso Folsäure-Antagonisten akzeptiert. Resistenz von Krebszellen gegen diese Arzneistoffe kann teilweise Mutationen am FPGS-Gen mit folgendem Enzymmangel als Ursache haben, da die Stoffe unverändert wieder aus der Zelle hinaustransportiert werden. Auch Hemmstoffe gegen FPGS selbst werden in der Chemotherapie eingesetzt.